# Breistroff-la-Grande
Pour l’article homonyme, voir Breistroff-la-Petite.
Breistroff-la-Grande est une commune française située dans le département de la Moselle.

## Géographie

### Localisation
La commune de Breistroff-la-Grande est située en Lorraine, dans le nord du pays thionvillois et dans le Pays des trois frontières, entre Thionville et le Luxembourg (Frisange et Mondorf-les-Bains), près de la centrale nucléaire de Cattenom.
La commune se situe à quelques kilomètres au sud de la frontière franco-luxembourgeoise.
Elle se trouve dans l'aire d'attraction de Luxembourg (partie française), ainsi que dans la zone d'emploi et dans le bassin de vie de Thionville.

### Communes limitrophes
Les communes limitrophes sont  Basse-Rentgen, Boust, Cattenom, Rodemack et Roussy-le-Village.
| Dodenom         | Basse-Rentgen        | Esing    |
| Roussy-le-Bourg | Breistroff-la-Grande | Rodemack |
| Boust           | Cattenom             | Faulbach |

### Géologie et relief
La superficie de la commune est de 10,63 km2 ; son altitude varie de 157  à   242 mètres.

### Hydrographie

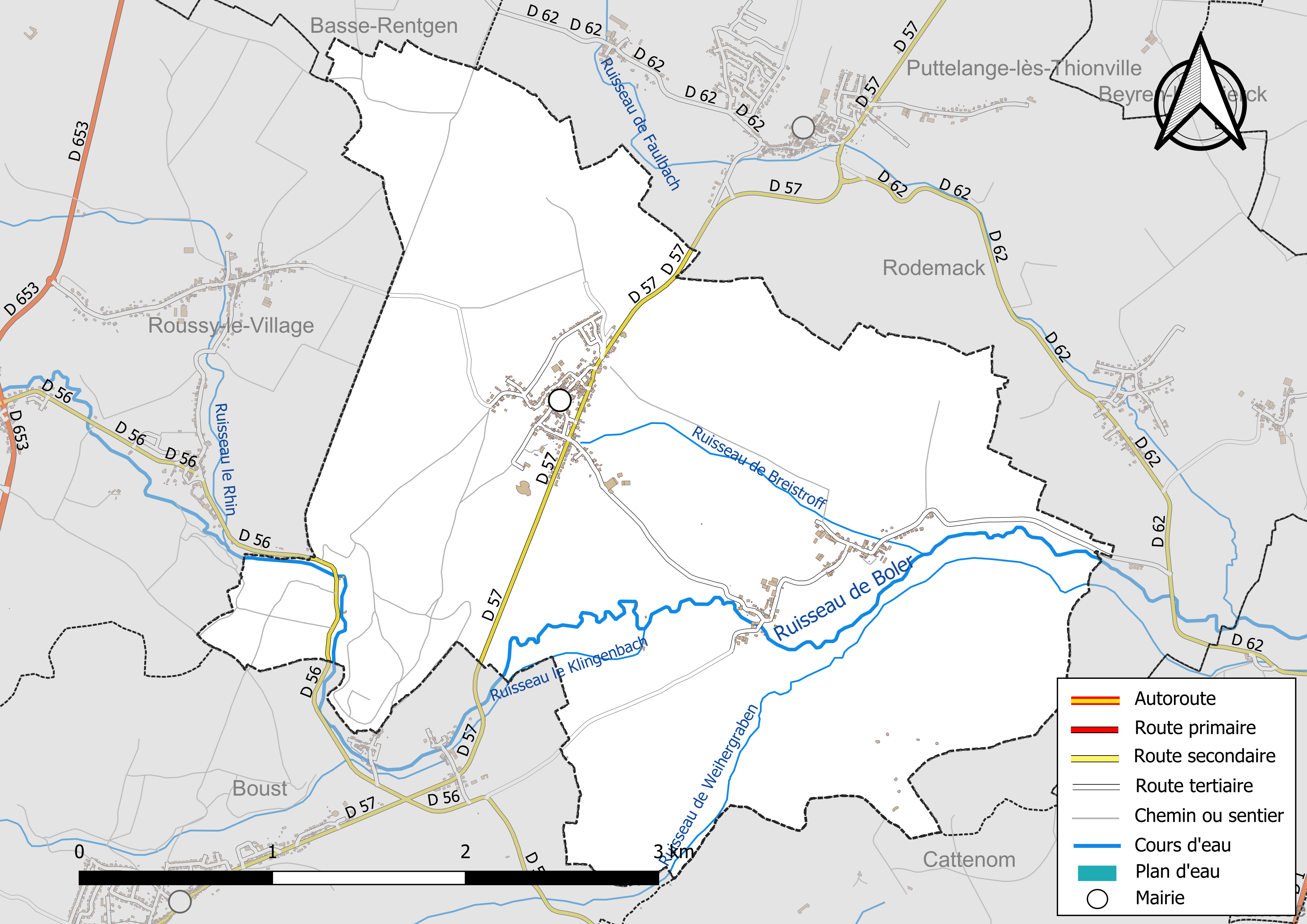
Réseaux hydrographique et routier de Breistroff-la-Grande.

La commune est située dans le bassin versant du Rhin au sein du bassin Rhin-Meuse.
Elle est drainée par le ruisseau de Boler, le ruisseau de Breistroff, le ruisseau de Weihergraben et le ruisseau le Klingenbach.
Le Boler, d'une longueur totale de 22,5 km, prend sa source dans la commune de Zoufftgen et se jette  dans la Moselle à Gavisse, après avoir traversé huit communes.
La qualité des eaux des principaux cours d’eau de la commune, notamment du ruisseau de Boler, peut être consultée sur un site dédié géré par les agences de l’eau et l’Agence française pour la biodiversité.

### Climat
Pour des articles plus généraux, voir Climat du Grand Est et Climat de la Moselle.
En 2010, le climat de la commune est de type climat de montagne, selon une étude du Centre national de la recherche scientifique s'appuyant sur une série de données couvrant la période 1971-2000. En 2020, Météo-France publie une typologie des climats de la France métropolitaine dans laquelle la commune est exposée à un climat semi-continental et est dans la région climatique Lorraine, plateau de Langres, Morvan, caractérisée par un hiver rude (1,5 °C), des vents modérés et des brouillards fréquents en automne et hiver.
Pour la période 1971-2000, la température annuelle moyenne est de 9,5 °C, avec une amplitude thermique annuelle de 16,2 °C. Le cumul annuel moyen de précipitations est de 828 mm, avec 13,1 jours de précipitations en janvier et 9,3 jours en juillet. Pour la période 1991-2020, la température moyenne annuelle observée sur la station météorologique de Météo-France la plus proche, « Malancourt », sur la commune d'Amnéville à 22 km à vol d'oiseau, est de 10,2 °C et le cumul annuel moyen de précipitations est de 884,1 mm. 
La température maximale relevée sur cette station est de 39,3 °C, atteinte le 25 juillet 2019 ; la température minimale est de −17,9 °C, atteinte le 5 janvier 1985,,.
Les paramètres climatiques de la commune ont été estimés pour le milieu du siècle (2041-2070) selon différents scénarios d'émission de gaz à effet de serre à partir des nouvelles projections climatiques de référence DRIAS-2020. Ils sont consultables sur un site dédié publié par Météo-France en novembre 2022.

### Paysages
Breistroff-la-Grande offre un panorama composé de forêts, de champs, de prairies propice à la découverte et à la promenade.

## Urbanisme

### Typologie
Au 1er janvier 2024, Breistroff-la-Grande est catégorisée commune rurale à habitat dispersé, selon la nouvelle grille communale de densité à sept niveaux définie par l'Insee en 2022.
Elle est située hors unité urbaine. Par ailleurs la commune fait partie de l'aire d'attraction de Luxembourg (partie française), dont elle est une commune de la couronne,. Cette aire, qui regroupe 115 communes, est catégorisée dans les aires de 700 000 habitants ou plus (hors Paris),.

### Occupation des sols

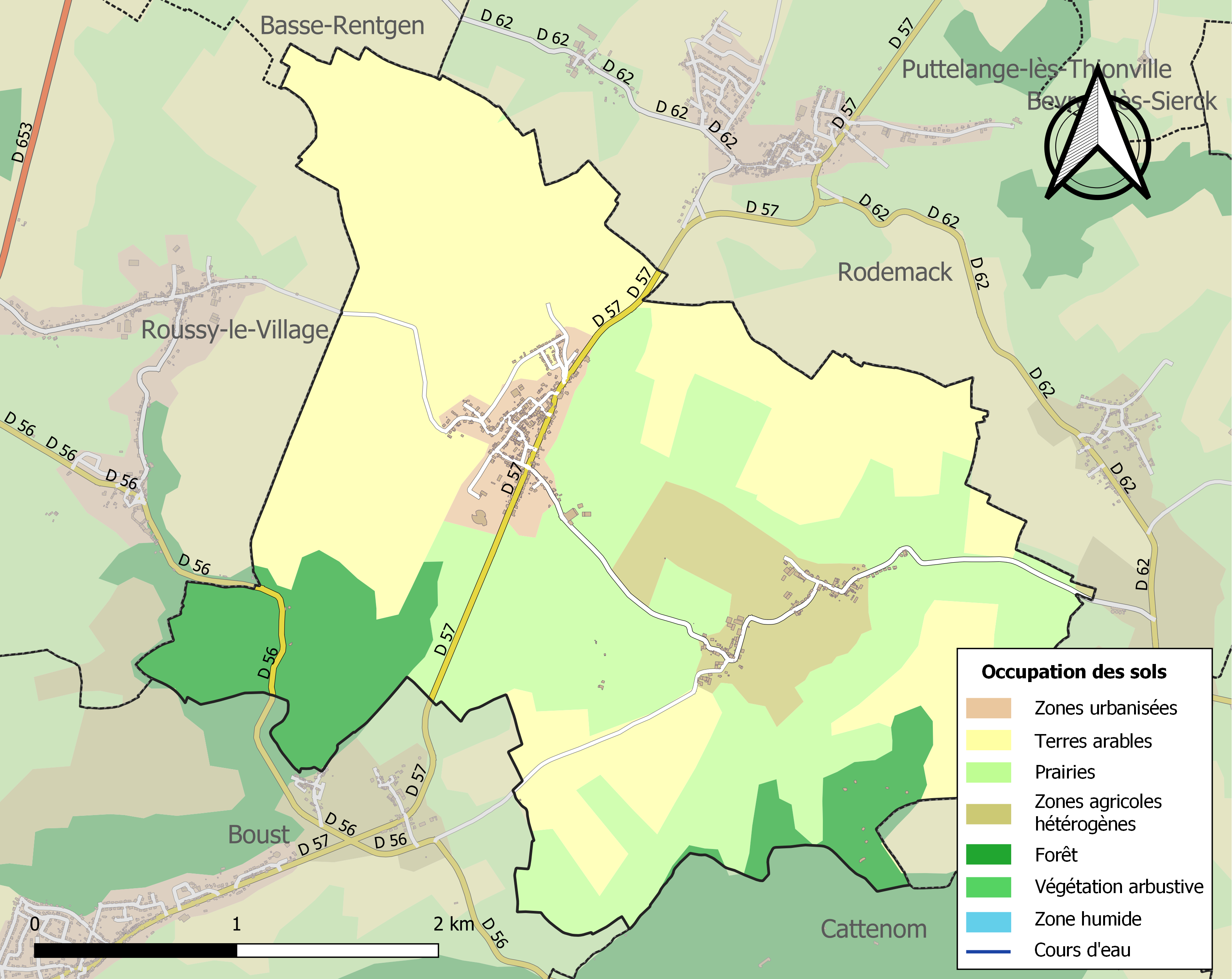
Carte des infrastructures et de l'occupation des sols de la commune en 2018 (CLC).

L'occupation des sols de la commune, telle qu'elle ressort de la base de données européenne d’occupation biophysique des sols Corine Land Cover (CLC), est marquée par l'importance des territoires agricoles (84,6 % en 2018), en diminution par rapport à 1990 (85,7 %).
La répartition détaillée en 2018 est la suivante : terres arables (45 %), prairies (32,7 %), forêts (11,8 %), zones agricoles hétérogènes (6,8 %), zones urbanisées (3,6 %).
L'évolution de l’occupation des sols de la commune et de ses infrastructures peut être observée sur les différentes représentations cartographiques du territoire : la carte de Cassini (XVIIIe siècle), la carte d'état-major (1820-1866) et les cartes ou photos aériennes de l'IGN pour la période actuelle (1950 à aujourd'hui).

### Lieux-dits, hameaux et écarts
La commune comprend les hameaux de, Boler et Évange.

### Habitat et logement
En 2021, le nombre total de logements dans la commune était de 355, alors qu'il était de 282 en 2016 et de 250 en 2011.
Parmi ces logements, 90,3 % étaient des résidences principales, 1,5 % des résidences secondaires et 8,2 % des logements vacants. Ces logements étaient pour 75,6 % d'entre eux des maisons individuelles et pour 24,4 % des appartements.
Le tableau ci-dessous présente la typologie des logements à Breistroff-la-Grande en 2021 en comparaison avec celle de la Moselle et de la France entière. Une caractéristique marquante du parc de logements est ainsi la faible proportion des résidences secondaires et logements occasionnels (1,5 %) par rapport au département (2,3 %) et à la France entière (9,7 %).
| Typologie                                               | Breistroff-la-Grande | Moselle | France entière |
| ------------------------------------------------------- | -------------------- | ------- | -------------- |
| Résidences principales (en %)                           | 90,3                 | 88,6    | 82,2           |
| Résidences secondaires et logements occasionnels (en %) | 1,5                  | 2,3     | 9,7            |
| Logements vacants (en %)                                | 8,2                  | 9,1     | 8,1            |

## Toponymie
En francique lorrain : Grouss-Breeschtrëf et Grouss-Breeschdrëf.
La localité est attestée sous la dénomination Bistorff (1450), Bresdorff (XVIIe siècle), Breystroff (1606), Breistorff (1616), Breisdorff (1681), Brestroff (1735), Brensdorff et Brenstorff (1740), Breistroff la Grande (1793), Braistroff (carte de Cassini), Breisdorff grosz et Breisdorf-la-grande (1863), Breisdorf (1871-1918).
Selon Ernest Nègre, le toponyme Breistroff se compose de l'anthroponyme germanique Berzo suivi du mot dorf (village).
Guillaume-Ferdinand Teissier a déduit le mot Brei dans Breistorf des mots celtiques Brai ou Bré avec la signification d'« argile, terre grasse ». Sachant que Brei en dialecte luxembourgeois a la même signification, Breisdorf ainsi qualifié, semble dépeint comme un endroit dont le sol est sujet à se détremper à la moindre pluie.

## Histoire

### Préhistoire
Découvertes d'outils préhistoriques en pierre taillée (Paléolithique moyen au Néolithique). Mises au jour d'un silo protohistorique, de fragments de céramique et de meule à grain de l'Âge du fer.

### Antiquité
À travers la partie ouest du territoire s'étend en ligne droite une route romaine de 3 460 mètres de long jusqu'à la frontière franco-luxembourgeoise.
Voie romaine reliant Metz à la cité impériale de Trèves. Plusieurs sites (d'habitat) associant céramiques et tuiles gallo-romaines. Vestiges d'une cave de villa gallo-romaine avec à proximité un puits comblé au haut Moyen Âge (vase caréné).

### Ancien Régime
Village de l'ancien comté puis duché de Luxembourg, qui dépendait de la seigneurie de Cattenom et en partie de celle de Rodemack.
Le fief d’Hesperange, situé sur le ban de Breistroff, relevait de la seigneurie de Rodemack et était le siège d’une justice haute, moyenne et basse en 1740. Il y avait en outre à Breistroff un fief dépendant de la seigneurie de la Grange en 1681.
Sur le plan spirituel, Breistroff-la-Grande a fait partie de la paroisse d’Usselskirch et appartenait au diocèse de Metz.
Breistroff-la-Grande est annexé au royaume de France à la suite de la convention du 16 mai 1769 et dépend alors du bailliage de Thionville.

### Époque contemporaine
En 1810, la commune, instituée par la Révolution française, absorbe celles de Boler et d'Évange.
Par le traité de Francfort du 10 mai 1871, cette commune est annexée à l'Empire allemand, où elle a été affectée au district de Lorraine dans le Reichsland d'Alsace-Lorraine.
Après la Première Guerre mondiale, la région est  rétrocédée à la France en 1919 en vertu des dispositions du traité de Versailles.
Pendant la Seconde Guerre mondiale, la région a été occupée par la Wehrmacht allemande.

## Politique et administration

### Rattachements administratifs et électoraux

#### Rattachements administratifs
La commune se trouve dans l'arrondissement de Thionville du département de la Moselle.
Elle faisait partie depuis 1801 du canton de Cattenom. Dans le cadre du redécoupage cantonal de 2014 en France, cette circonscription administrative territoriale a disparu, et le canton n'est plus qu'une circonscription électorale.

#### Rattachements électoraux
Pour les élections départementales, la commune fait partie depuis 2014 du canton d'Yutz.
Pour l'élection des députés, elle fait partie de la neuvième circonscription de la Moselle.

### Intercommunalité
Breistroff-la-Grande est membre de la communauté de communes de Cattenom et environs, un établissement public de coopération intercommunale (EPCI) à fiscalité propre créé en 2000 par transformation du district rural de Cattenom et environs et auquel la commune a transféré un certain nombre de ses compétences, dans les conditions déterminées par le code général des collectivités territoriales.

### Liste des maires
| Période                                  | Période                        | Identité          | Étiquette | Qualité                                                                                          |
| ---------------------------------------- | ------------------------------ | ----------------- | --------- | ------------------------------------------------------------------------------------------------ |
| Les données manquantes sont à compléter. |                                |                   |           |                                                                                                  |
| mars 1989                                | mars 1995                      | Jean-Paul Jacquot |           |                                                                                                  |
| mars 1995                                | mars 2001                      | Gérard Theis      |           |                                                                                                  |
| mars 2001                                | 2002                           | Jean-Pierre Marx  |           |                                                                                                  |
| mars 2003                                | avril 2017                     | Gérard Theis      |           | Vice-président de la communauté de communes de Cattenom et environs ( ? → 2017) Mort en fonction |
|                                          |                                |                   |           |                                                                                                  |
| mai 2020                                 | octobre 2022                   | Jean-Marc Cocquyt |           | Ancienne profession intermédiaire Démissionnaire                                                 |
| décembre 2022                            | En cours (au 15 décembre 2023) | Michel Schmitt    |           | Chargé de prévention                                                                             |

## Équipements et services publics
La commune dispose de la salle polyvalente Saint Roch.

### Enseignement
Les enfants de la commune sont scolarisés au groupe scolaire primaire et maternel Montaigne, doté d'un accueil périscolaire.

### Équipements sportifs
- L'espace Aquatique Cap Vert, créé par l'intercommunalité à l'initiative de l'ancien maire Gérard Theis[21],[26].

## Population et société

### Démographie
L'évolution du nombre d'habitants est connue à travers les recensements de la population effectués dans la commune depuis 1793. Pour les communes de moins de 10 000 habitants, une enquête de recensement portant sur toute la population est réalisée tous les cinq ans, les populations de référence des années intermédiaires étant quant à elles estimées par interpolation ou extrapolation. Pour la commune, le premier recensement exhaustif entrant dans le cadre du nouveau dispositif a été réalisé en 2005.

En 2022, la commune comptait 853 habitants, en évolution de +22,91 % par rapport à 2016 (Moselle : +0,52 %, France hors Mayotte : +2,11 %).
| 1793 | 1800 | 1806 | 1821 | 1836 | 1841 | 1861 | 1866 | 1871 |
| ---- | ---- | ---- | ---- | ---- | ---- | ---- | ---- | ---- |
| 266  | 281  | 239  | 375  | 479  | 499  | 480  | 481  | 500  |

| 1875 | 1880 | 1885 | 1890 | 1895 | 1900 | 1905 | 1910 | 1921 |
| ---- | ---- | ---- | ---- | ---- | ---- | ---- | ---- | ---- |
| 482  | 492  | 466  | 508  | 493  | 456  | 433  | 413  | 381  |

| 1926 | 1931 | 1936 | 1946 | 1954 | 1962 | 1968 | 1975 | 1982 |
| ---- | ---- | ---- | ---- | ---- | ---- | ---- | ---- | ---- |
| 397  | 397  | 368  | 291  | 265  | 267  | 277  | 281  | 320  |

| 1990 | 1999 | 2005 | 2006 | 2010 | 2015 | 2020 | 2022 | - |
| ---- | ---- | ---- | ---- | ---- | ---- | ---- | ---- | - |
| 338  | 416  | 526  | 541  | 591  | 650  | 792  | 853  | - |

## Culture locale et patrimoine

### Lieux et monuments
- Moulin de Boler, reconstruit en 1787, date portée sur le linteau de la porte piétonne, pour Nicolas Miller et Barbara Klein, il est déjà mentionné sur une carte de la première moitié du XVIIIe siècle.
- Moulin de Mausmühl.

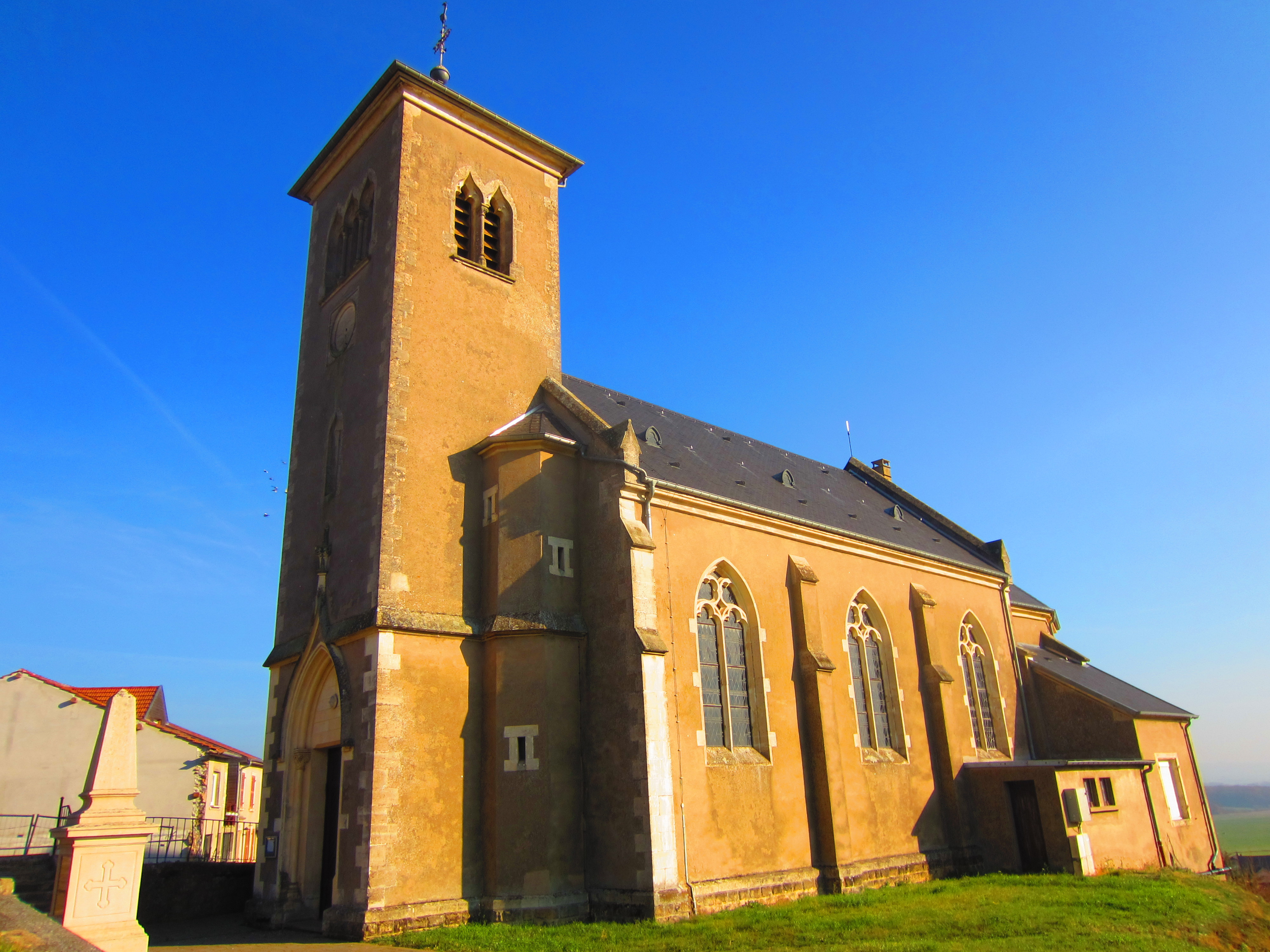
Église Sainte-Catherine.

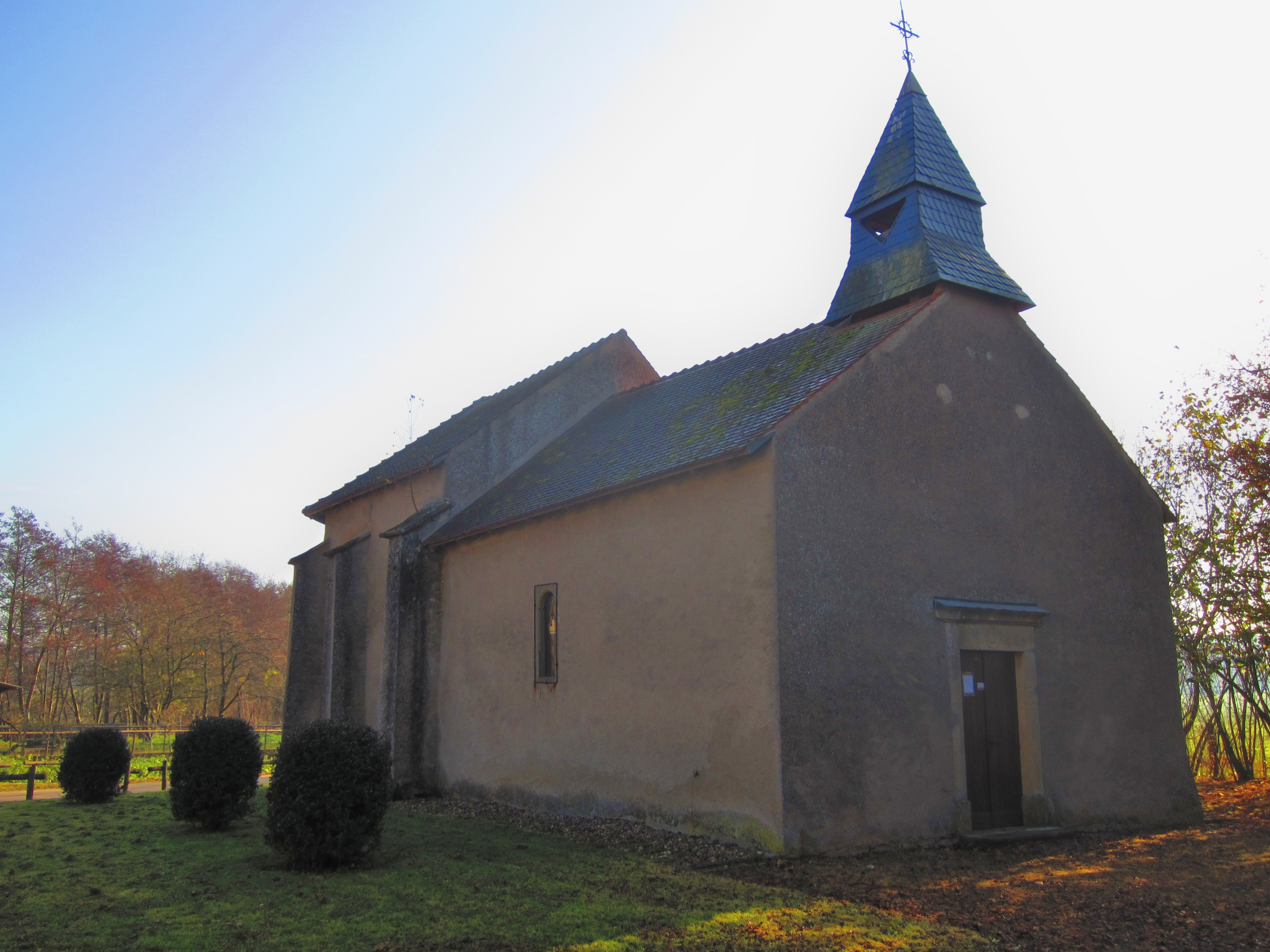
Chapelle Sainte-Barbe à Boler.

- Église Sainte-Catherine construite en 1514 sur un éperon rocheux, sur les fondations d'une ancienne chapelle, elle-même bâtie par les templiers entre 1100 et 1300[25].
- La tour romane de l'église d’Usselskirch. La nef de l'église a été détruite durant la seconde Guerre mondiale durant les bombardements de la ligne Maginot[25].
- Chapelle Sainte-Barbe dans le hameau de Boler, fondée au XVe siècle abritait depuis 1707 des statues du sculpteur Nicolas Greff[25].
- Calvaire du hameau d'Évange date de 1540 et porte à ses extrémités des fleurs de lys manquant à la plupart de ses semblables.
- Croix sur le chemin de Boler se rattache à la légende des corbeaux crevant les yeux d'un loup.
- Le monument aux morts.

### Linguistique
Le dialecte francique de Rodemack diffère très peu de celui parlé à Esing, Faulbach, Semming, Fixem, Évange, Boler, Basse-Parthe, Haute-Parthe et Boust. Ces 10 localités ont à peu près le même vocalisme et le même nombre de diphtongues (le dialecte de Rodemack en a 10), elles forment ainsi une petite aire linguistique et seul quelques mots sont différents à l'intérieur de cette aire.
Par ailleurs, la diphtongue [ëu] existante à Évange et Boler, correspond à la voyelle longue [ö] existante à Breistroff-la-Grande. Autrement dit, la diphtongue [ëu] existe dans les dialectes d'Évange et Boler mais n'existe pas dans le dialecte de Breistroff-la-Grande.

### Héraldique
| Blason de Breistroff-la-Grande | Blason  | Parti fascé d'or et d'azur de six pièces, et d'or à l'ours dressé de sable, colleté de gueules.                |
| Blason de Breistroff-la-Grande | Détails | À dextre, les armes des Rodemack, à senestre l'ours de l'abbaye de Saint Maximin, tous deux seigneurs du lieu. |

## Pour approfondir